# Thiên Thai tông
Thiên Thai tông (zh. tiāntāi-zōng 天台宗, ja. tendai-shū) là một tông phái Phật giáo Trung Quốc do Trí Di (538-597) sáng lập. Giáo pháp của tông phái này dựa trên kinh Diệu pháp liên hoa, do đó phái còn được gọi là Pháp Hoa tông.
Thiên Thai tông xem Long Thụ (sa. nāgārjuna) là Sơ tổ vì ba quan điểm chính (Thiên Thai tam quán) của tông phái này dựa trên giáo lý của Long Thụ – đó là: Tất cả mọi hiện tượng dựa lên nhau mà có và thật chất của chúng là tính Không (sa. śūnyatā). Mọi hiện tượng là biểu hiện của một thể tuyệt đối, đó là Chân như (sa. tathatā). Tông phái này gọi ba chân lý đó là không (空), giả (假) và trung (中):
1. Chân lý thứ nhất cho rằng mọi pháp (sa. dharma) không có một thật thể và vì vậy trống rỗng;
2. Chân lý thứ hai cho rằng, tuy thế, các pháp vẫn có một dạng tồn tại tạm thời với thời gian và giác quan con người có thể nắm bắt được;
3. Chân lý thứ ba tổng hợp hai chân lý đầu, cho rằng thể của sự vật lại không nằm ngoài tướng, không thể bỏ hiện tượng để tìm bản chất, thể và tướng là một.

Quan điểm này nhấn mạnh tính toàn thể và xuyên suốt của sự vật. Cái toàn thể và cái riêng lẻ là một. Toàn bộ các pháp có khác nhau nhưng chúng đan lồng vào nhau, cái này chứa đựng cái kia. Không, giả và trung chỉ là một và từ một mà ra.
Các Đại sư của tông phái này hay nói "toàn thể vũ trụ nằm trên đầu một hạt cải" hay "một ý niệm là ba ngàn thế giới." Tổ thứ hai của tông này là Huệ Văn, Tổ thứ ba là Huệ Tư và Tổ thứ tư là Trí Di. Dưới sự lĩnh đạo của Đại sư Trí Di, giáo lý của tông Thiên Thai đã đạt đến tuyệt đỉnh.
Phép tu của Thiên Thai tông dựa trên phép thiền Chỉ quán, và chứa đựng các yếu tố mật tông như Chân ngôn (thần chú, sa. mantra) và Mạn-đồ-la (sa. maṇḍala). Tông này sau được Truyền giáo Đại sư Tối Trừng (767-822), đệ tử của Tổ thứ 10 Thiên thai tông, truyền qua Nhật trong thế kỉ thứ 9. Tại đây, Thiên Thai tông đóng một vai trò quan trọng.
Thiên Thai tông được xem như một tông phái rộng rãi vì tổng hợp, chứa đựng nhiều quan điểm của các phái khác. Sự tổng hợp này phản ánh trong quan điểm "năm thời, tám giáo" (Ngũ thời bát giáo 五時八教), trong quan niệm mọi loài đều có Phật tính và vì vậy Thiên Thai tông có đầy đủ phương tiện đưa đến giác ngộ. Các bộ luận quan trọng của Thiên Thai tông là: Ma-ha chỉ quán (sa. mahā-śamatha-vipāśyanā), Lục diệu pháp môn và những bài luận của Trí Di về kinh Diệu pháp liên hoa.
Phép Chỉ quán của Thiên Thai tông có hai mặt: Chỉ là chú tâm và qua đó thấy rằng mọi pháp đều không. Nhờ đó không còn ảo giác xuất hiện. Quán giúp hành giả thấy rằng, tuy mọi pháp đều không, nhưng chúng có một dạng tồn tại tạm thời, một sự xuất hiện giả tướng và lại có một chức năng nhất định.
Trí Di phân chia kinh sách thành "năm thời và tám giáo" với mục đích hệ thống hoá Phật giáo theo trình tự thời gian và theo nội dung giáo pháp. Sự phân chia đó cũng giúp giải thích các vấn đề siêu hình. Hơn các tông phái khác, Thiên Thai tông là phái tìm cách thống nhất mọi giáo pháp trong hệ thống của mình bằng cách dành cho mọi kinh sách một chỗ đứng và xem Tiểu thừa cũng như Đại thừa đều là những lời dạy của chính Phật Thích-ca.
Sự phân chia làm năm thời dựa trên trình tự thời gian như sau:
1. Thời giáo Hoa nghiêm. Thời giáo thứ nhất này chỉ kéo dài 3 tuần, theo Trí Di, dựa trên Đại phương quảng Phật hoa nghiêm kinh (sa. buddhāvataṃsaka-sūtra) là giai đoạn giáo hoá của Phật ngay sau khi Ngài đắc đạo. Kinh Hoa nghiêm chỉ rõ, toàn thể vũ trụ chỉ là phát biểu của cái tuyệt đối. Thời đó các vị đệ tử của Phật chưa lĩnh hội được điều này.
2. Thời giáo A-hàm. Vì nhiều người không lĩnh hội kinh Hoa Nghiêm nên Phật bắt đầu giảng các kinh A-hàm (sa. āgama), thời giáo thứ hai. Trong giai đoạn này, Phật chưa nói hết tất cả, chỉ thuyết những điều mà đệ tử có thể hiểu nổi. Phật thuyết Tứ diệu đế, Bát chính đạo và thuyết Duyên khởi. Thời giáo này kéo dài 12 năm.
3. Thời giáo Phương đẳng. Trong thời giáo này, Phật bắt đầu giảng giai đoạn sơ khởi của Đại thừa. Phật nhắc đến tính ưu việt của một vị Bồ Tát so với một vị A-la-hán và nhấn mạnh đến sự đồng nhất giữa Phật và chúng sinh, giữa tương đối và tuyệt đối.
4. Thời giáo Bát-nhã-ba-la-mật-đa, kéo dài 22 năm, chứa đựng giáo pháp của kinh Bát-nhã ba-la-mật-đa, tức là nói đến tính Không của vạn sự và cái ảo tưởng giả tạo của mọi hiện tượng nhị nguyên.
5. Thời giáo Diệu pháp liên hoa và Đại bát-niết-bàn, là thời giáo cuối cùng, bao gồm 8 năm cuối đời đức Phật. Trong thời giáo này, Phật thuyết về thể tính duy nhất của mọi hiện tượng tưởng chừng rất khác biệt. Ba thừa là Thanh văn, Độc giác và Bồ Tát thừa chỉ có giá trị tạm thời và nằm chung trong một thừa duy nhất, đó là Nhất thừa (sa. ekayāna) hay Phật thừa (sa. buddhayāna). Trong thời giáo cuối cùng này, thời giáo của kinh Diệu pháp liên hoa và Đại bát-niết-bàn, Phật đã nói rõ và trọn vẹn nhất giáo lý của mình.

Thiên Thai tông cũng chia giáo pháp đức Phật ra làm tám hệ thống, trong đó bốn hệ thống dựa trên phương pháp và bốn dựa trên tính chất. Bốn hệ thống có tính phương pháp luận là:
1. Phương pháp đốn ngộ, dành cho hạng đệ tử xuất sắc nhất có khả năng tiếp cận sự thật nhanh chóng. Đó là phương pháp của kinh Hoa nghiêm;
2. Phương pháp tiệm ngộ, đi từ giản đơn đến phức tạp, là phương pháp của các kinh A-hàm, Phương đẳng, Bát-nhã ba-la-mật-đa. Còn kinh Diệu pháp liên hoa lại không thuộc "đốn" hay "tiệm" mà chứa đựng sự thật cuối cùng;
3. Phương pháp mật giáo, là cách Phật dạy cho một người nhất định và chỉ người đó được lĩnh hội. Phương pháp này có thể được Phật áp dụng trong chốn đông người, nhưng nhờ thần thông của Phật chỉ có người đó được hiểu;
4. Phương pháp bất định, là phương pháp Phật dùng dạy cho nhiều người, nhưng mỗi người nghe hiểu khác nhau. Hai phương pháp 3 và 4 được Phật áp dụng khi người nghe có trình độ không đồng đều.

Bốn hệ thống có tính chất luận là: 
1. Tạng giáo - Giáo pháp Tiểu thừa, dành cho Thanh Văn và Độc Giác Phật,
2. Thông giáo - Giáo pháp tổng quát, bao gồm Tiểu thừa và Đại thừa, dành cho Thanh Văn, Độc Giác Phật và Bồ Tát cấp thấp.
3. Biệt giáo - Giáo pháp đặc biệt dành cho Bồ Tát
4. Viên giáo - Giáo pháp viên mãn, tức là giáo pháp trung quán phá bỏ mọi chấp trước. Kinh Hoa nghiêm đại diện cho giáo pháp 3 và 4. Kinh A-hàm là kinh của Tiểu thừa. Các kinh hệ Phương đẳng chứa đựng cả bốn giáo pháp. Kinh Bát-nhã-ba-la-mật-đa chứa giáo pháp 2, 3, 4. Cuối cùng thì chỉ có kinh Diệu pháp liên hoa hàm chứa giáo pháp viên mãn.

## Đặt tên
Tên của Thiên Thai Tông có hai cách giải thích. Thứ nhất, tên này có thể là tên người. Theo sách Thiên Thai Tứ Giáo Nghi Tập Chú (天台四教儀集注) của Mông Nhu (蒙潤) thời Nguyên, vì núi Thiên Thai là nơi cư trú và nhập diệt của Trí Di, người sáng lập thực sự của Thiên Thai Tông, nên theo phong tục Trung Quốc, để thể hiện sự tôn kính, tên của núi được dùng để đại diện cho Trí Di. Thứ hai, tên này được đặt theo tên núi. Trong sách Bát Tông Cương Yếu của Ngưng Nhiên thời kỳ Kamakura (Nhật Bản), có một câu hỏi về lý do tông phái này được gọi là Thiên Thai Tông, câu trả lời là vì tông phái này phát triển từ núi Thiên Thai.
Người ta thường cho rằng tên gọi này được sử dụng chính thức đầu tiên trong sách Pháp Hoa Kinh Đại Ý (法華經大意) của Trạm Nhiên (湛然) đời Đường, trong đó có câu: “Giải thích một bộ kinh diệu nghĩa hai mươi tám phẩm này, là công của nhiều nhà, nay tạm quy về Thiên Thai Tông vậy.”
Thiên Thai Tông còn được gọi bằng các tên khác như “Pháp Hoa Tông” hay “Chỉ Quán Tông.” Tên “Pháp Hoa Tông” xuất phát từ việc tông này dựa vào kinh Diệu Pháp Liên Hoa làm cơ sở lý luận, coi các tác phẩm của Trí Di như Pháp Hoa Huyền Nghĩa (法華玄義), Pháp Hoa Văn Cú, và Ma Ha Chỉ Quán làm kinh điển căn bản. Tên “Chỉ Quán Tông” xuất phát từ việc tông này đặc biệt chú trọng vào việc thực hành đồng thời cả chỉ (samatha) và quán (vipassanā).

## Quá trình hình thành và phát triển

### Giai đoạn sơ khởi

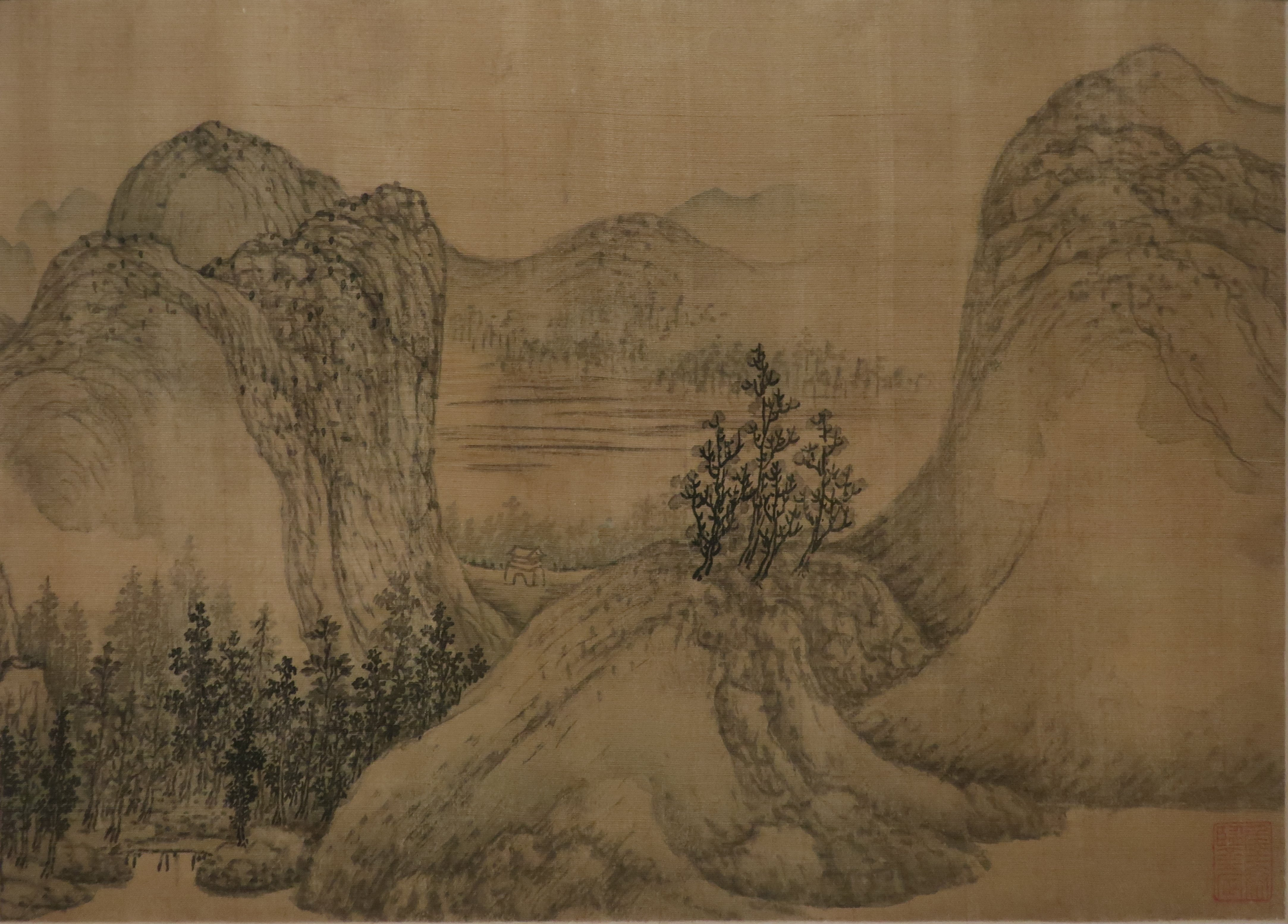
Bức vẽ núi Thiên Thai, 1605, Bảo tàng nghệ thuật Hônlulu

Thiên Thai Tông hình thành vào cuối thời nhà Trần và đầu thời nhà Tùy, chính thức được thành lập vào đầu thời Tùy. Xét về dòng truyền thừa pháp thống, Thiên Thai Tông đã xây dựng một hệ thống tổ sư bắt đầu từ Ca Diếp (Tổ thứ nhất) ở Ấn Độ, qua Long Thọ (Tổ thứ mười ba), và kết thúc với Sư Tử Tỳ Kheo (Tổ thứ hai mươi ba), gọi là hệ thống “Kim Khẩu Tương Thừa.” Xét về truyền thừa tư tưởng, tông này xác định dòng truyền thừa bắt đầu từ Long Thọ (Cao Tổ) ở Ấn Độ, qua Huệ Văn thời Bắc Tề (Tổ thứ hai), Huệ Tư ở Nam Nhạc (Tổ thứ ba), và cuối cùng là Trí Di ở Thiên Thai (Tổ thứ tư), gọi là hệ thống “Kim Sư Tương Thừa.” Các tác phẩm Đại Trí Độ Luận và Trung Luận của Long Thọ được truyền vào Trung Quốc, được Cưu Ma La Thập dịch và quảng bá. Các tư tưởng này sau đó được tiếp thu và phát triển bởi Huệ Văn, Huệ Tư, và cuối cùng là Trí Di, trở thành nguồn gốc quan trọng của tư tưởng Thiên Thai Tông. Huệ Văn, nhờ đọc Đại Trí Độ Luận, đã chứng ngộ được ý nghĩa vi diệu của “Nhất Tâm Tam Trí.” Khi đọc Trung Luận, ông đã giác ngộ đạo lý trung đạo, không phân biệt giữa không và có, từ đó thiết lập quan niệm “Tam Đế Nhất Tâm” (không, giả, trung hợp nhất), cũng chính là phương pháp “Nhất Tâm Tam Quán,” và được tôn làm Tổ thứ hai của Thiên Thai Tông. Sau đó, ông truyền pháp cho đệ tử là Huệ Tư. Huệ Tư kế thừa thiền pháp của Huệ Văn. Ban ngày, ông làm tròn trách nhiệm trong tăng đoàn; ban đêm, ông ngồi thiền và tu định. Cuối cùng, ông thông đạt và dung hợp được pháp môn Đại thừa Pháp Hoa Tam Muội. Huệ Tư chủ trương rằng Bát Nhã và Pháp Hoa là hai cột trụ lý luận và thực hành, từ đó đặt nền tảng cho việc giảng dạy “Hai cửa giáo và quán” của Thiên Thai Tông, và được tôn làm Tổ thứ ba.

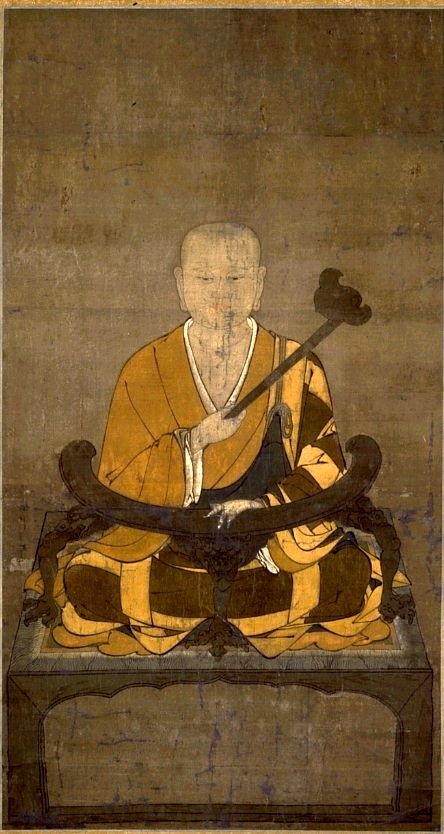
Bức vẽ Trí Di

Trí Di là người tổng hợp và hệ thống hóa tư tưởng của Thiên Thai Tông, được xem là người sáng lập thực sự của tông này và được tôn làm Tổ thứ tư. Năm Thái Kiến thứ 7 (575), Trí Giả ẩn tu tại núi Thiên Thai. Chín năm ẩn tu tại đây là thời kỳ quan trọng trong sự nghiệp hoằng pháp của ông. Dựa trên nền tảng Phật học Kim Lăng, thông qua việc nghiên cứu hệ thống về thiền giáo và chỉ quán, ông đã phát triển tư tưởng “Nhất Tâm Tam Quán” và “Thập Như Thị,” tiến tới lý thuyết “Nhất Niệm Tam Thiên” và “Tam Đế Viên Dung.” Thiên Thai Tông lấy những tư tưởng này làm nền tảng, từ đó hình thành hệ thống tư tưởng độc đáo về “Tính Cụ.” Dựa trên tư tưởng của Long Thọ, Huệ Văn, và Huệ Tư, Trí Di đã phân tích sâu sắc kinh Pháp Hoa, từ đó hoàn thiện hệ thống tư tưởng của Thiên Thai Tông. Ông đã soạn ba tác phẩm kinh điển là Pháp Hoa Huyền Nghĩa, Pháp Hoa Văn Cú, và Ma Ha Chỉ Quán, được gọi chung là “Thiên Thai Tam Đại Bộ.” Nhờ sự hỗ trợ vật chất của Trần Tuyên Đế (Trần Húc), kinh tế tự viện độc lập của Thiên Thai Tông được thiết lập. Núi Thiên Thai trở thành trung tâm hoạt động của Trí Di và các đệ tử. Khi số lượng tín đồ ngày càng tăng, hệ thống tổ chức tôn giáo của Thiên Thai Tông bắt đầu hình thành. Trước khi viên tịch, Trí Di đã nỗ lực bảo vệ sự nghiệp Phật giáo và tăng đoàn. Trong di chúc, ông yêu cầu Tấn Vương Dương Quảng chăm lo đến Thiên Thai Tông và phát triển Phật giáo. Dương Quảng đã thực hiện di nguyện này, xây dựng chùa, ban đầu đặt tên là “Thiên Thai.” Khi lên ngôi, Dương Quảng đổi tên chùa thành “Quốc Thanh” vào năm Đại Nghiệp thứ nhất (605), đồng thời ban tặng nhiều đất đai màu mỡ và tiền vật dụng hàng ngày. Các ngôichùa khác, như chùa Ngọc Tuyền ở Kinh Châu, cũng được bảo đảm kinh tế nhờ Dương Quảng làm đàn việt (người bảo trợ). Như vậy, núi Thiên Thai ở Chiết Giang và núi Ngọc Tuyền ở Kinh Châu trở thành các trung tâm hoạt động quan trọng của Thiên Thai Tông, tạo nên nền tảng kinh tế tự viện vững chắc, góp phần vào sự phát triển hưng thịnh của Thiên Thai Tông trong những giai đoạn sau này.

### Giai đoạn cực thịnh rồi "thủ thành"

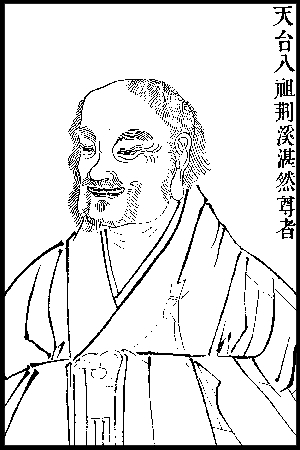
Ảnh minh họa Trạm Nhiên

Thời nhà Đường là giai đoạn phát triển và duy trì của Thiên Thai Tông. Trí Khải, người sáng lập tông phái này, có rất nhiều đệ tử, trong đó nổi bật nhất là Quán Đỉnh, tổ thứ năm của Thiên Thai Tông vào thời Tùy mạt Đường sơ. Quán Đỉnh đã viết nhiều tác phẩm, bao gồm “Đại Bát Niết Bàn Kinh Huyền Nghĩa” (kèm chú giải) và “Quán Tâm Luận Sớ”, với tổng số hàng chục quyển. Đồng thời, Quán Đỉnh có tài năng ghi chép xuất sắc. Vì thường xuyên ở bên Trí Khải, ông đã ghi lại một cách hoàn chỉnh những lời giảng dạy của thầy mình. Quyển 7 của “Phật Tổ Thống Kỷ” đã ca ngợi công lao kết tập của ông sánh ngang với tôn giả A-nan. Nếu không có Quán Đỉnh, đạo pháp của Trí Khải có thể đã không được lưu truyền. Ngoài ra, Quán Đỉnh còn tuân theo di nguyện của Trí Khải, đóng vai trò quan trọng trong việc xây dựng chùa Quốc Thanh ở Thiên Thai. Tóm lại, Quán Đỉnh đã học hỏi Trí Khải hơn 20 năm, không chỉ kế thừa tư tưởng Phật pháp mà còn đóng góp lớn vào sự phát triển của Thiên Thai Tông.
Sau khi triều Tùy sụp đổ, Thiên Thai Tông mất đi sự ủng hộ của triều đình. Thêm vào đó, vào đầu triều Đường, các tông phái từ Biệt Giáo, Luật Tông, Hoa Nghiêm, Mật Tông đến Thiền Tông lần lượt nổi lên, khiến Thiên Thai Tông dần suy yếu. Trong giai đoạn này, các tổ thứ sáu (Trí Uy), thứ bảy (Huệ Uy), và thứ tám (Huyền Lãng) không có sức ảnh hưởng lớn. Đến đời tổ thứ chín, Trạm Nhiên, sau 20 năm nghiên cứu giáo pháp của Thiên Thai Tông, ông đã phát huy rộng rãi giáo lý Thiên Thai trong bối cảnh các tông phái như Hoa Nghiêm, Pháp Tướng, Luật, Thiền, và Mật đang thịnh hành. Trạm Nhiên được gọi là “tổ trung hưng” của Thiên Thai Tông. Ông đã viết hơn 20 tác phẩm, trong đó có “Pháp Hoa Huyền Nghĩa Thích Thiêm”, “Pháp Hoa Văn Cú Ký”, “Chỉ Quán Phụ Hành Truyền Hoằng Quyết”, và “Chỉ Quán Nghĩ Kim Cương Tỳ”, đồng thời đề xuất quan niệm “phi tình Phật tính” và “vô tình hữu tính,” cho rằng cỏ cây, gạch đá cũng có Phật tính. Ngoài ra, Trạm Nhiên còn kết hợp tư tưởng từ “Đại Thừa Khởi Tín Luận”, cung cấp những luận giải mới về học thuyết của Trí Khải, đặt nền tảng cho giáo học Thiên Thai Tông thời Tống, thúc đẩy sự phát triển của Thiên Thai Tông. Các đệ tử của ông bao gồm Đạo Toại, Hành Mãn, Nguyên Hạo, Đạo Tiềm, và Minh Khoáng; trong đó, Đạo Toại truyền pháp cho Tông Dĩnh và Lương Tư. Khi các tăng lữ Nhật Bản như Tối Trừng và đệ tử của ông là Nghĩa Chân đến Trung Quốc cùng sứ đoàn nhà Đường, họ đã theo học giáo lý Thiên Thai từ các đệ tử của Trạm Nhiên như Đạo Toại và Hành Mãn. Do đó, Tối Trừng trở thành người Nhật đầu tiên tiếp nhận truyền pháp từ hệ phái của Trạm Nhiên. Sau khi trở về Nhật Bản, Tối Trừng đã sáng lập Thiên Thai Tông Nhật Bản trên núi Hiei (Tỷ Duệ).
Vào cuối triều Đường và thời Ngũ Đại Thập quốc, Phật giáo Trung Quốc trải qua nhiều biến cố lớn. Ngoại trừ Thiền Tông vẫn phát triển mạnh mẽ, các tông phái khác đều suy yếu. Phật giáo Thiên Thai cũng rơi vào khủng hoảng do các kinh điển bị thất lạc gần như hoàn toàn. Đến đầu triều Tống, Thiên Thai Tông đã ở trong tình trạng “giảng dạy giáo lý bị gián đoạn, truyền thừa chính thống không rõ ràng, dẫn đến mỗi người có cách nhìn riêng”.

### Giai đoạn duy trì và tranh luận

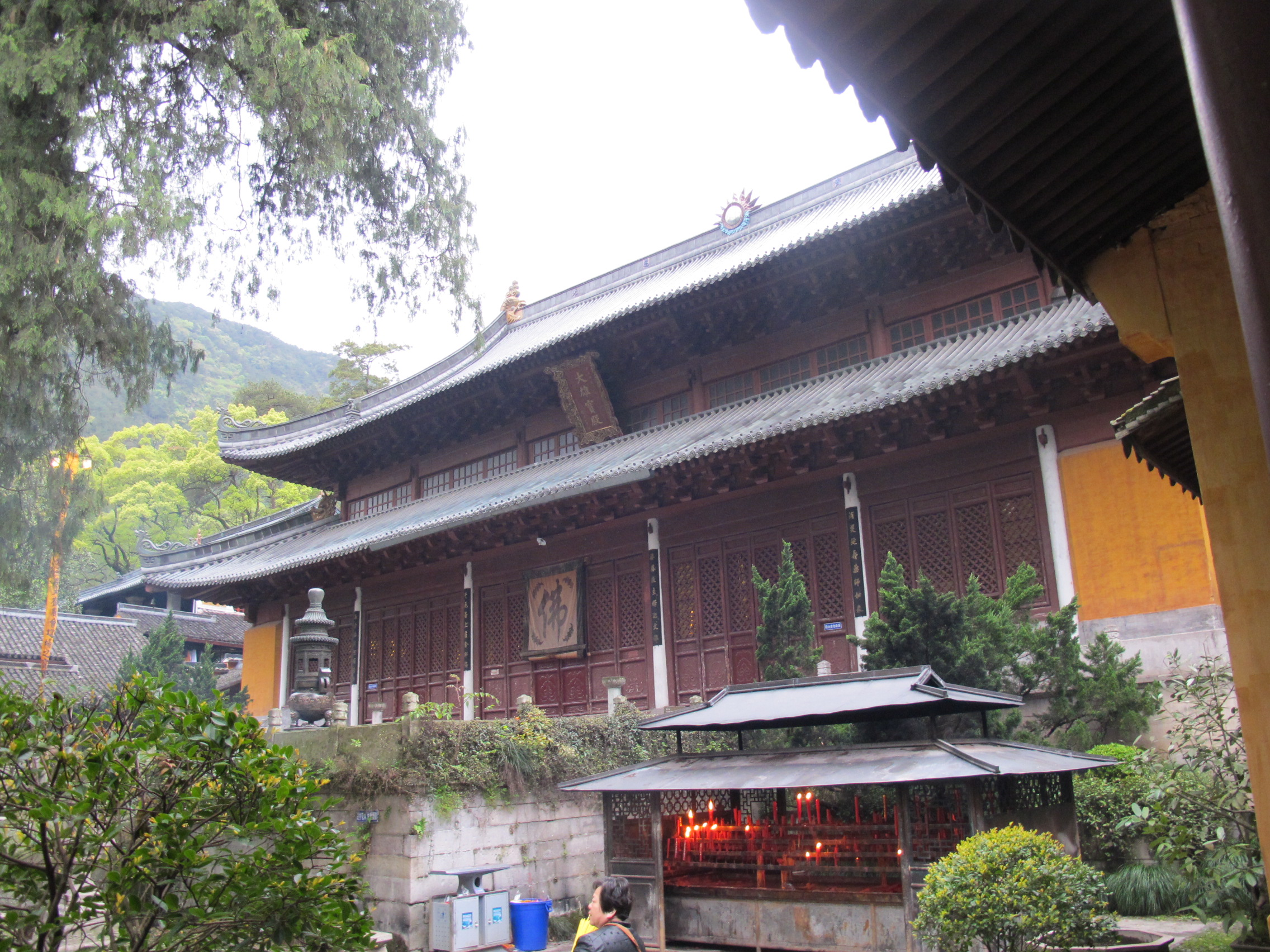
Chùa Quốc Thanh

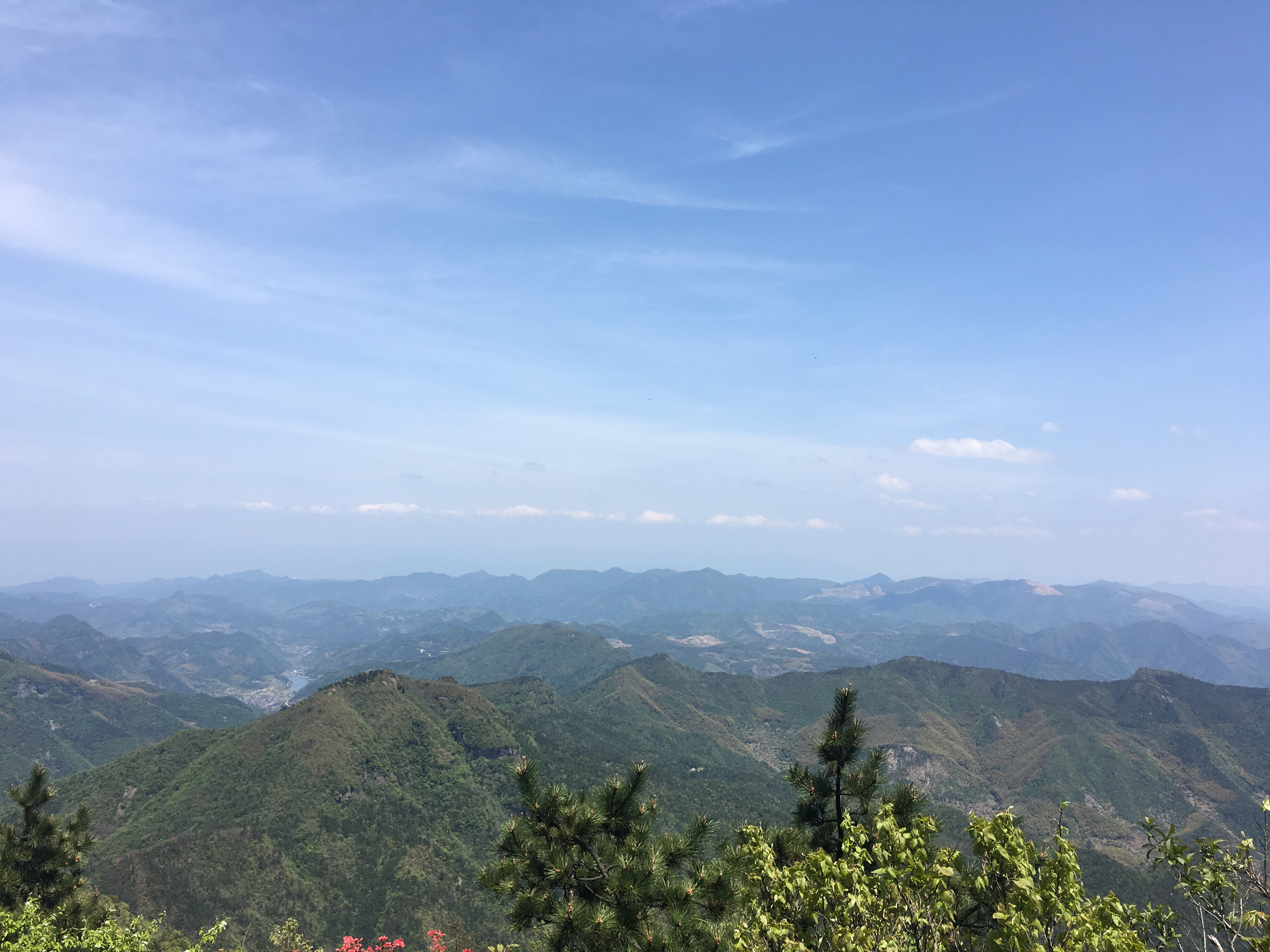
Toàn cảnh núi Thiên Thai

Sau thời kỳ chiến loạn kéo dài mang tên Ngũ Đại Thập Quốc, trọng tâm Phật giáo Trung Quốc thời Tống bắt đầu chuyển dịch về phía Nam. Đây cũng là giai đoạn Thiên Thai Tông vừa duy trì vừa đối mặt với nhiều tranh luận. Trong biến cố Hội Xương pháp nạn do Đường Vũ Tông khởi xướng, nhiều kinh điển Phật giáo bị tổn thất nghiêm trọng, chùa Quốc Thanh bị phá hủy, và Thiên Thai Tông suy yếu. Đến năm Hiển Đức thứ hai (955), Chu Thế Tông nhà Hậu Chu lại hạ chiếu diệt Phật. May mắn thay, Thiên Thai Tông tọa lạc tại vùng đất Ngô Việt, được gia tộc họ Tiền của Ngô Việt Vương bảo vệ, nên vẫn giữ được một chi phái. Tuy nhiên, theo quyển 7 “Tống Cao Tăng Truyện”, tông phái này rơi vào tình trạng giáo pháp phân tán, và trong kho kinh điển ở Cổ Tạng Kim Hoa, chỉ còn lại “Tịnh Danh Sớ”. Trước bối cảnh đó, Nghĩa Tịch đã tìm đến Quốc sư Thiên Thai là Đức Thiều Thiền Sư của Ngô Việt để xin trợ giúp. Cuối cùng, Ngô Việt Vương đã phái sứ giả ra nước ngoài tìm kiếm kinh điển Thiên Thai, mở ra cơ hội phục hưng tông phái. Nghĩa Tịch được tôn làm tổ thứ 12 của Thiên Thai Tông. Một trong những môn đệ của ông là Nghĩa Thông, người đến từ Cao Ly để học hỏi giáo pháp từ Nghĩa Tịch. Nghĩa Thông đã hoằng dương giáo quán và trở thành tổ thứ 13. Ông sáng lập chùa Bảo Vân ở Tứ Minh, kế thừa và phát triển tư tưởng của Trí Khải và Trạm Nhiên, đồng thời hoàn thiện hệ thống tư tưởng của mình, làm cho tư tưởng Thiên Thai thêm phần hoàn chỉnh. Quyển 8 “Phật Tổ Thống Kỷ” đã ca ngợi Nghĩa Thông là người tiếp thu toàn diện và chỉnh đốn những dị đoan để khôi phục chính thống.
Dưới tác động của các sự kiện này, Thiên Thai Tông thời Tống tập trung phát triển tại các khu vực như Hàng Châu và đã xuất hiện một loạt cao tăng nghiên cứu giáo nghĩa. Đồng thời, chịu ảnh hưởng từ phong trào phục hưng Nho học, trong nội bộ Thiên Thai Tông đã diễn ra một cuộc tranh luận kéo dài về tính chân thực của bản “Kim Quang Minh Huyền Nghĩa” do Trí Khải biên soạn. Cuộc tranh luận xoay quanh sự khác biệt trong lý thuyết về “Chân tâm quán” và “Vọng tâm quán,” dẫn đến sự phân chia Thiên Thai Tông thành hai phái “Sơn Gia” và “Sơn Ngoại”. Phái Sơn Gia có các triết gia như Tứ Minh Tri Lễ (960–1028) và Từ Vân Tuân Thức. Tri Lễ viết các tác phẩm như “Chỉ Yếu Sao” và “Diệu Tông Sao”. Một môn đệ khác của Nghĩa Tịch là Từ Quang Chí Nhân đã truyền pháp cho Ngộ Ân, Nguyên Thanh, Hồng Mẫn, Cô Sơn Trí Viên (976–1022), và Phạn Thiên Khánh Chiêu (963–1017). Nhánh này được gọi là phái Sơn Ngoại. Tuy nhiên, học thuyết của phái Sơn Ngoại bị chỉ trích là không thuần chính và nhanh chóng suy tàn. Trong khi đó, phái Sơn Gia dưới sự lãnh đạo của Tứ Minh Tri Lễ đã phát triển mạnh mẽ. Các học trò của ông, gồm Quảng Trí Thượng Hiền, Thần Chiếu Bản Như, và Nam Bình Phạn Chân, được gọi là “Tứ Minh Tam Gia”.
Về định hướng chính của Thiên Thai Tông thời Tống, ngoài các cuộc tranh luận lý thuyết xoay quanh “Chân tâm quán” và “Vọng tâm quán,” việc thực hành cụ thể đã phát triển theo hướng phổ biến niệm Phật tam muội do Trí Khải đề xướng. Điều này giúp Thiên Thai Tông hòa nhập với tín ngưỡng Tịnh độ (净土) A Di Đà đang thịnh hành, dẫn đến sự phát triển các lý thuyết và thực hành hợp nhất giữa Thiên Thai Tông và Tịnh Độ hoặc Thiên Thai Tông và Thiền Tông. Những điều này đã góp phần quan trọng vào sự chuyển hướng Tịnh độ hóa của Phật giáo từ thời Tống trở về sau. Song song với việc quảng bá niệm Phật Tịnh Độ, để đáp ứng nhu cầu tín ngưỡng của đông đảo quần chúng, Thiên Thai Tông thời Tống đã hoàn thiện các nghi thức do Trí Khải sáng lập, đặc biệt là Pháp hội Thủy Lục (水陆法会) và các pháp sám khác.

### Nguyên - Minh - Thanh
Trong thời kỳ Nguyên - Minh, do Thiền Tông trỗi dậy và phát triển mạnh tại núi Thiên Thai, ngay cả chùa Quốc Thanh - tổ đình (祖庭) của Thiên Thai Tông - cũng “thay giáo thành Thiền,” khiến Thiên Thai Tông một lần nữa rơi vào tình trạng trầm lắng. Mãi đến cuối thời Minh, Bách Tùng Chân Giác cùng đệ tử của ông là U Khê Truyền Đăng mới khôi phục lại giáo quán của Thiên Thai Tông. Họ tái lập tổ đình tại chùa Cao Minh (高明寺), đưa Thiên Thai Tông trở lại thời kỳ thịnh vượng. U Khê Truyền Đăng đã học “Pháp Hoa” từ pháp sư Bách Tùng Chân Giác, nghiên cứu giáo quán Thiên Thai và dành cả đời để phục hưng tông phái đang suy tàn này. Tác phẩm tiêu biểu của ông, “Tính Thiện Ác Luận”, tập trung khai triển tư tưởng về “Pháp môn tính ác” của Thiên Thai Tông từ thời Tống. Ông lập luận về “tính thiện và tính ác” từ góc độ tu tập, đồng thời nhấn mạnh sự khác biệt giữa luận thuyết về tính thiện ác của Thiên Thai Tông và quan điểm về tính thiện, tính ác trong Nho giáo.
Vào cuối thời Minh, Ngẫu Ích Trí Húc (蕅益智旭) đã vận dụng các học thuyết của Duy Thức và Thiền Tông để hoằng dương giáo quán Thiên Thai. Ngẫu Ích Trí Húc từng dùng phương pháp “rút thăm” để xác định cách chú giải “Phạm Võng Kinh”, và thường xuyên rút được thăm của Thiên Thai Tông. Điều này khiến ông bắt đầu nghiêm túc nghiên cứu kinh điển Thiên Thai, từ đó quyết tâm thiên về tông phái này. Sau khi đọc các kinh điển Thiên Thai, ông cảm thán sâu sắc và thậm chí nói rằng: “Người xưa nói Thiên Thai tồn tại thì Phật pháp tồn tại, Thiên Thai diệt thì Phật pháp diệt, quả thật không lừa ta.”. Dù Ngẫu Ích Trí Húc nghiên cứu sâu rộng về kinh điển Thiên Thai nhưng ông không tự nhận là đệ tử Thiên Thai Tông. Tuy vậy, ông vẫn biên soạn nhiều tác phẩm quan trọng về Thiên Thai Tông, bao gồm “Pháp Hoa Hội Nghĩa”, “Đại Thừa Chỉ Quán Thích Yếu”, và “Giáo Quán Cương Tông” (教观纲宗), đóng góp to lớn vào sự phát triển của Thiên Thai Tông. 

### Hiện đại
Từ khi Ngẫu Ích Trí Húc (蕅益智旭) thời Minh sáng lập phái “Linh Phong” với phương pháp tu tập kết hợp Tịnh Độ, xu hướng hội nhập Tịnh Độ của Thiên Thai Tông ngày càng rõ rệt. Đến thời cận đại, các học giả Thiên Thai Tông chủ yếu chú trọng vào thực hành niệm Phật Tịnh Độ, trong khi việc phát huy rộng rãi giáo nghĩa Thiên Thai dần trở nên mờ nhạt. Những học giả nổi tiếng của Thiên Thai Tông thời cận đại gồm Quan Trúc, Quảng Hiển, Huyễn Nhân, Thông Trí, Mẫn Hi, Tổ Ấn, và Đế Nhàn. Phật học của họ thường kết hợp với Thiền hoặc Tịnh Độ, phù hợp với xu hướng chung của Phật giáo Trung Quốc thời cận đại.
Đế Nhàn là truyền nhân của phái “Linh Phong” và được xem là một trong những bậc thầy lớn của Thiên Thai Tông thời cận đại. Tuy nhiên, ông cũng chỉ thực hành theo phương châm “Hành quy Tịnh Độ, giáo diễn Thiên Thai”, đồng thời dung hòa ba yếu tố Giáo, Thiền và Tịnh. Tại chùa Quán Tông, ông thành lập “Quan Tông Nghiên Cứu Xã”, chiêu mộ những tăng sĩ có căn cơ vững chắc để giảng dạy toàn bộ kinh điển lớn nhỏ của Thiên Thai Tông, đào tạo nhân tài cho tông phái. Năm Dân Quốc thứ 17 (1928), Quan Tông Nghiên Cứu Xã đổi tên thành “Hoằng Pháp Nghiên Cứu Xã”, xây dựng tăng xá với quy mô lớn hơn và bắt đầu xuất bản “Hoằng Pháp Nguyệt San”. Chùa Quan Tông từ đó trở thành một đạo tràng (道场) quan trọng của Thiên Thai Tông thời cận đại. Đế Nhàn đã có những đóng góp to lớn trong việc truyền bá giáo nghĩa Thiên Thai, với các tác phẩm như “Đại Phật Đỉnh Thủ Lăng Nghiêm Kinh Chỉ Vị Sớ”, “Viên Giác Kinh Giảng Nghĩa”, “Kim Cang Kinh Tân Sớ”, “Thủy Chung Tâm Yếu Giải”, “Quán Kinh Sớ Sao Diễn Nghĩa”, và “Giáo Quán Cương Tông Giảng Ký”. Những tác phẩm này được hậu thế biên soạn thành “Đế Nhàn Đại Sư Di Tập” gồm 10 tập.
Tuy nhiên, sau thời Đế Nhàn, các đệ tử của ông lại phân hóa và phát triển theo từng khu vực riêng. Bảo Tĩnh kế thừa trụ trì chùa Quan Tông ở Ninh Ba; Đàm Hư sáng lập chùa Lăng Nghiêm (楞严寺) ở Doanh Khẩu, chùa Cực Lạc (极乐寺) ở Cáp Nhĩ Tân, chùa Bát Nhã ở Trường Xuân, và chùa Trạm Sơn ở Thanh Đảo, tất cả đều theo phương châm “Giáo tông Thiên Thai, Hành quy Tịnh Độ”, đồng thời bảo tồn dòng truyền thừa Thiên Thai vào thời kỳ Cộng hòa Nhân dân Trung Hoa. Nhìn chung, Phật giáo Thiên Thai thời cận đại chỉ dừng lại ở việc duy trì một mạch sống nhỏ nhoi để tiếp tục tồn tại.
.

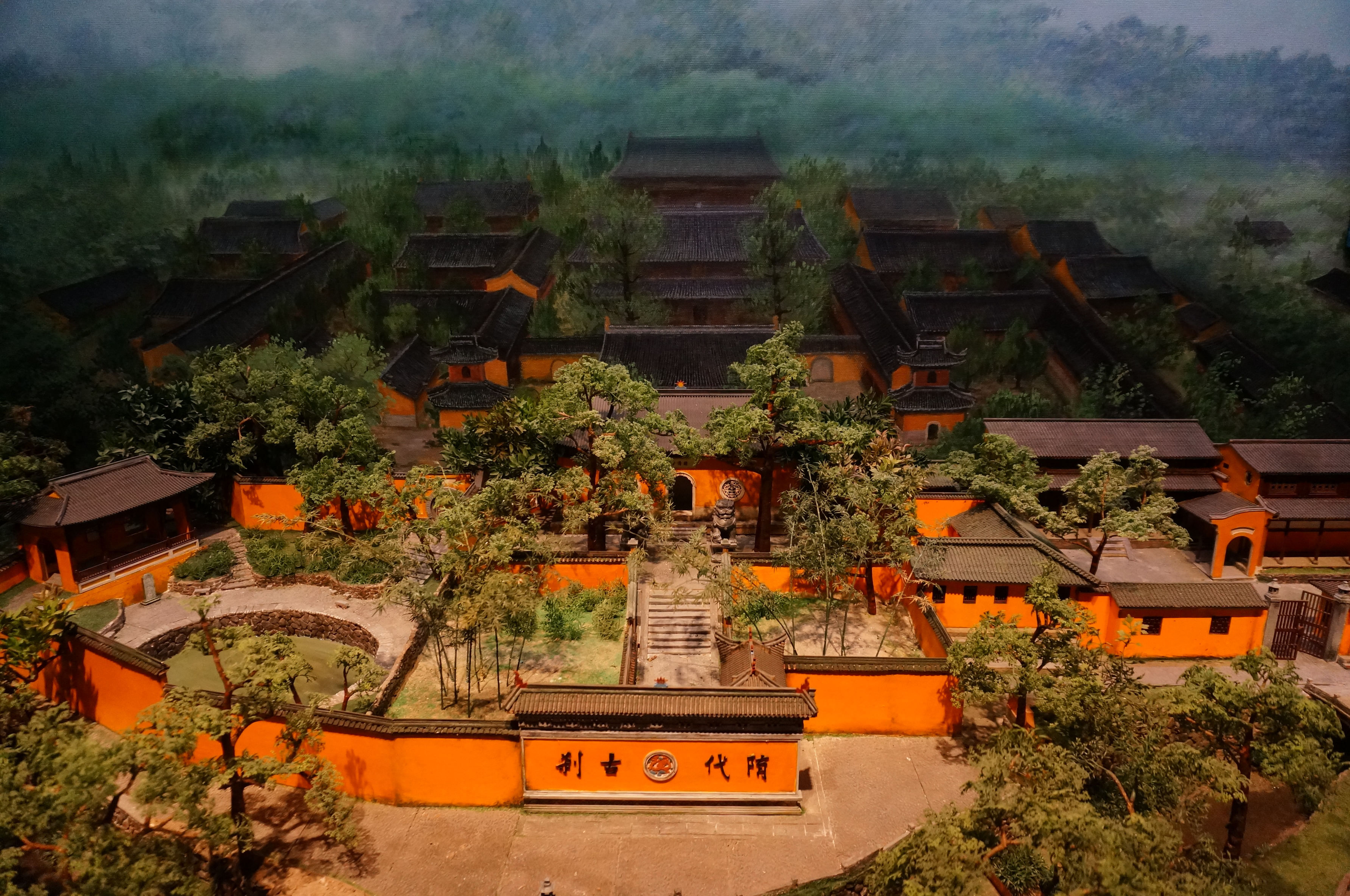
Mô hình chùa Quốc Thanh

Trong cuộc Nội chiến Trung Quốc, nhiều pháp tử của Đế Nhàn, bao gồm Đàm Hư và Bảo Tĩnh, đã di chuyển đến Hồng Kông. Tại đây, họ đã góp phần thiết lập truyền thống Thiên Thai, biến Hồng Kông trở thành một trung tâm mạnh mẽ của Thiên Thai Tông. Truyền thống này được duy trì thông qua các pháp tử của họ.
Pháp tử của Bảo Tĩnh là Giác Quang đã thành lập chùa Quán Tông ở Hồng Kông và truyền thừa dòng pháp này đến nhiều tăng sĩ đến từ Hàn Quốc, Indonesia, Singapore, Đài Loan và Trung Quốc đại lục. Pháp tử của Đàm Hư là Vĩnh Hưng đã sáng lập chùa Tây Phương tại Hồng Kông cùng với nhiều ngôi chùa khác ở Malaysia và Hoa Kỳ. Ông cũng thành lập Hội Phật giáo Texas và chùa Ngọc Phật tại Mỹ Ngoài ra, các tăng sĩ khác từ dòng pháp này đã góp phần tái giới thiệu truyền thống Thiên Thai từ Hồng Kông trở lại Trung Quốc đại lục, hỗ trợ việc tái thiết Phật giáo Trung Quốc sau cải cách kinh tế Trung Quốc.
Ngôi chùa cổ Quốc Thanh trên núi Thiên Thai, bị hủy hoại và bỏ bê, được trùng tu theo yêu cầu của Chu Ân Lai. Ngày nay, chùa Quốc Thanh là một trung tâm quan trọng của Thiên Thai Tông Trung Quốc và là một điểm hành hương lớn cho các tín đồ Thiên Thai Nhật Bản (Tendai).

## Truyền thừa
Thiên Thai tông từ Quán Đỉnh (灌顶, 561-632) bắt đầu cũng tích cực xây dựng một hệ thống pháp thống khác biệt với các tông phái khác. Trong phần tựa của Ma Ha Chỉ Quán (摩訶止觀), Quán Đỉnh đã truy nguyên truyền thừa của Thiên Thai từ Ấn Độ (西土) trực tiếp đến Thích Ca (釋迦), tổng cộng có 24 vị, gọi là "Nhị Thập Tứ Tổ" (二十四祖). Trong đó, Long Thụ (龍樹), người được Thiên Thai tông tôn làm Cao Tổ, là vị tổ thứ 13 trong Nhị Thập Tứ Tổ. Sau Long Thụ là Huệ Văn (慧文) của Bắc Tề, Huệ Tư (慧思) của Nam Nhạc, và Trí Giả (智顗) của Thiên Thai. Trạm Nhiên (湛然) trong tác phẩm "Chỉ Quán Phụ Hành Truyền Hoằng Quyết" (止觀輔行傳弘決) đã chính thức đề xuất hai loại truyền pháp: "Kim Khẩu Tương Thừa" (金口相承) và "Kim Sư Tương Thừa" (今師相承). Truyền thừa từ trước đến sau của Nhị Thập Tứ Tổ Ấn Độ được gọi là "Kim Khẩu Tương Thừa", còn truyền thừa từ Trí Giả ngược lên Long Thụ được gọi là 'Kim Sư Tương Thừa.' Theo "Phật Tổ Thống Kỷ" (佛祖統紀) của Chí Bàn (志磐), Thiên Thai tông ở Đông Độ có cửu tổ, lần lượt là Long Thụ, Huệ Văn, Huệ Tư, Trí Giả, Quán Đảnh, Trí Uy (智威), Huệ Uy (慧威), Huyền Lãng (玄朗), và Trạm Nhiên. Sau đó, có Tứ Minh Tri Lễ (四明知禮) và Từ Vân Tuân Thức (慈云遵式) cũng đóng góp cho sự phát triển của Thiên Thai tông. 

### Pháp mạch truy nguyên
Sơ Tổ Long Thụ (龍樹, khoảng 150-250), người vùng Vidarbha (維達婆, nay là khu vực Bhiar ở Ấn Độ), thuộc giai cấp Bà La Môn của quốc gia Nam Câu Chi La (南俱屍羅國). Long Thụ là người cực kỳ thông minh, học khắp các tri thức thế gian, ban đầu mê đắm ngoại đạo nhưng sau quy y Phật giáo. Ông học giáo pháp Tiểu thừa trước, sau đó chuyển sang nghiên cứu kinh điển Đại thừa. Phần lớn cuộc đời ông cư trú tại vùng Sri Parvata (室利巴爾伐陀) ở Nam Ấn, nơi ông truyền bá tư tưởng Không Quán Đại thừa. Long Thụ từng nhiều lần đấu pháp với ngoại đạo, cuối cùng dẫn dắt họ quy Phật. Ông được gọi là Dẫn Chính vương, trở thành vị hộ pháp nhân vương của Phật giáo. Long Thụ là người sáng lập Trung Quán Tông trong Phật giáo Đại thừa Ấn Độ, được gọi là "Phật Đà thứ hai" và "Thiên Bộ Luận Chủ" (千部論主) vì viết nhiều luận thư. Các tác phẩm của ông như "Đại Trí Độ Luận" (大智度论) và "Trung Luận" (中論) là cơ sở lý luận của Thiên Thai tông.  
Nhị Tổ Huệ Văn (慧文), sinh khoảng thế kỷ V-VI, người Bột Hải (渤海, nay thuộc Sơn Đông), họ Cao. Ông xuất gia từ nhỏ, thiên tư thông minh. Khi đọc đến quyển 27 của "Đại Trí Độ Luận", phần trích dẫn "Đạo Chủng Trí, Nhất Thiết Trí, Nhất Thiết Chủng Trí", ông ngộ ra huyền diệu của "Nhất Tâm Tam Trí". Sau đó đọc đến quyển 4 của "Trung Luận", bài kệ "Quán Tứ Đế Phẩm": "Nhân duyên sở sinh pháp, ngã thuyết tức thị không, diệc danh vi giả danh, diệc danh trung đạo nghĩa," ông liền đốn ngộ nghĩa trung đạo Không và Hữu bất nhị, từ đó thiết lập ba đế Không, Giả, Trung và quán pháp "Nhất Tâm Tam Quán". Huệ Văn truyền pháp cho Tam Tổ Huệ Tư, người trên cơ sở "Nhất Tâm Tam Quán" phát triển thêm thành "Thập Như Thị" như là "Chư Pháp Thực Tướng".  
Tam Tổ Huệ Tư (慧思, 515-577), người Vũ Tân (武津, nay là Thượng Thái, Hà Nam), họ Lý. Thuở nhỏ ông đã kính ngưỡng Phật pháp, đặc biệt yêu thích "Pháp Hoa Kinh" (法華經). Ông xuất gia lúc 15 tuổi, thọ cụ túc giới lúc 20 tuổi, theo học thiền pháp với Thiền sư Huệ Văn. Ban ngày ông giảng dạy và quản lý Tăng sự, ban đêm ông ngồi thiền và tu định. Trong 10 năm liên tục, ông trì tụng "Pháp Hoa Kinh" mỗi ngày và trong 7 năm tu tập "Phương Đẳng Sám Pháp" cùng "Thường Hành Tam Muội", qua đó xây dựng được căn bản thiền định sâu sắc. Cảm nhận rằng học đạo cần cân bằng giữa giải và hành, ông cố gắng thúc đẩy sự kết hợp giữa định và tuệ, thiền và giáo. Ông được Hoàng đế Tuyên Đế tôn kính, gọi là Tư Đại Thiền Sư và Nam Nhạc Tôn Giả. Các tác phẩm chính bao gồm: "Pháp Hoa Kinh An Lạc Hành Nghĩa" (法華經安樂行義), "Chư Pháp Vô Tranh Tam Muội Pháp Môn" (諸法無諍三昧法門), "Tùy Tự Ý Tam Muội" (随自意三昧), "Thọ Bồ Tát Giới Nghi" (受菩薩戒儀), "Đại Thừa Chỉ Quán Pháp Môn" (大乘止觀法門), và "Tứ Thập Nhị Tự Môn" (四十二字門). 

### Pháp mạch truyền thừa
Tổ thứ tư: Trí Giả (智者) (538–597), nguyên quán tại Ứng Xuyên (穎川, nay là Hứa Xương, Hà Nam, Trung Quốc), sinh tại Kinh Châu Hoa Dung (荊州華容, nay là Tiềm Giang, Hồ Nam). Tên tục là Trần (陳), tự là Đức An (德安), thường được gọi là "Trí Giả Đại Sư (智者大師)". Từ nhỏ, Trí Giả đã thân cận chùa chiền và có thể tụng thuộc lòng Quán Thế Âm Bồ Tát Phổ Môn Phẩm (觀世音菩薩普門品). Năm 18 tuổi, Ngài xuất gia tại chùa Quả Nguyện (果願寺) ở Tương Châu (相州) dưới sự hướng dẫn của Pháp Sự Pháp Tựu (法緒法師). Đến năm 20 tuổi, Ngài thọ Cụ túc giới. Sau đó, Ngài theo Luật sư Huệ Khoáng (慧曠律師) học Luật tạng và nghiên cứu các kinh điển Đại thừa. Ngài nhập núi Thái Hiền (太賢山), chuyên tâm tụng các kinh như Pháp Hoa (法華), Vô Lượng Nghĩa (無量義), Quán Phổ Hiền Bồ Tát Hạnh Pháp (觀普賢菩薩行法). Ngài chỉ mất 20 ngày để thấu hiểu nghĩa lý của những kinh này. Năm đầu niên hiệu Thiên Gia (天嘉) của triều Trần (560), Ngài đến Đại Tô Sơn (大蘇山) ở Quang Châu (光州) tham vấn Huệ Tư (慧思). Huệ Tư giới thiệu Ngài vào đạo trường Phổ Hiền và giảng pháp Tứ An Lạc Hành (四安樂行). Tại đây, Trí Giả bắt đầu tu tập Pháp Hoa Tam Muội (法華三昧). Năm Quang Đại thứ nhất (光大, 567), ở tuổi 30, Trí Giả vâng lời Huệ Tư, rời Đại Tô Sơn để đến Kiến Nghiệp (建業, nay là Nam Kinh, Giang Tô) của triều Trần. Tại chùa Ngõa Quan (瓦官寺), Ngài giảng kinh Pháp Hoa, xác lập các tông chỉ, phân tích kinh điển, phát triển thiền pháp và giảng pháp môn tu thiền. Những hoạt động này đặt nền móng giáo lý và quan niệm thiền của Thiên Thai Tông. Trong 8 năm hoằng pháp, Trí Giả đã độ vô số người, từ vua quan quý tộc đến thường dân. Thanh danh của Ngài và chùa Ngõa Quan ngày càng lớn, các học giả và đệ tử tìm đến ngày càng đông. Năm Thái Kiến thứ 7 (太建, 575), Trí Giả ẩn cư tại núi Thiên Thai (天台山, Tiāntái Shān) để khổ hạnh. Đến năm Chí Đức thứ ba (至德, 585), theo lời thỉnh cầu của vua Trần Hậu Chủ (陳叔寶), Ngài trở lại Kiến Nghiệp để giảng kinh Đại Trí Độ Luận (大智度論) và Nhân Vương Bát Nhã Kinh (仁王般若經) tại Thái Cực Điện (太極殿), cũng như kinh Pháp Hoa tại chùa Quang Trạch (光宅寺). Vào mùa đông năm Khai Hoàng thứ 17 (開皇, 597), Trí Giả viên tịch tại núi Thiên Thai, hưởng thọ 60 tuổi, tăng lạp 40 năm. Trần Tuyên Đế (陳宣帝) phong Ngài làm Quốc Sư, còn Tùy Dạng Đế (隋煬帝) phong hiệu là "Trí Giả Đại Sư". Trí Giả suốt đời đã xây dựng 36 ngôi chùa, độ 14.000 tăng sĩ, truyền pháp cho 32 đệ tử, trước tác hơn 140 quyển sách, phần lớn được đệ tử Quán Đỉnh (灌頂) ghi chép và biên soạn lại. Các tác phẩm quan trọng nhất bao gồm Thiên Thai Tam Đại Bộ (天台三大部): Pháp Hoa Huyền Nghĩa (法華玄義), Pháp Hoa Văn Cú (法華文句), và Ma Ha Chỉ Quán (摩訶止觀). Trí Giả đã hệ thống hóa tư tưởng Pháp Hoa và giáo lý của Bồ Tát Long Thụ (龍樹菩薩) theo một hình thức đặc trưng Trung Quốc, chia kinh điển Phật giáo thành năm loại và phương pháp giáo hóa của Phật thành bốn loại. Hệ thống này được coi là biểu tượng của "Phán Giáo (判教)" và đặt nền móng cho Thiên Thai Tông.
Ngũ tổ Quán Đỉnh (561–632), người Chương An, Lâm Hải (Trung Quốc), tục họ Ngô, tự Pháp Vân, pháp danh Quán Đỉnh, được gọi là Chương An Đại Sư, Quán Đảnh Đại Sư. Bảy tuổi, ông xuất gia tại chùa Nhiếp Tĩnh, theo pháp sư Tuệ Cách. Hai mươi tuổi, ông thụ giới cụ túc. Sau khi thầy viên tịch, vào năm đầu đời Trần Hậu Chủ (583), ông đến chùa Tu Thiền tại núi Thiên Thai học giáo pháp Thiên Thai với Trí Giả. Ông nổi tiếng thông minh xuất chúng, nghe qua không quên, có thể ghi chép hàng vạn chữ mỗi ngày. Ông theo hầu Trí Giả trong thời gian dài, ghi chép và tập hợp các giáo pháp mà Trí Giả giảng dạy. Năm Khai Hoàng thứ 17 (597), sau khi Trí Giả viên tịch, Quán Đảnh tiếp nối di chúc của thầy, mang thư và các tín vật đến Dương Châu yết kiến Tấn Vương (sau này là Dương Quảng, Tùy Dạng Đế). Tấn Vương tổ chức lễ trai tăng nghìn vị để tôn vinh Trí Giả và xây dựng chùa Quốc Thanh. Sau đó, Quán Đảnh kế thừa pháp hệ Thiên Thai, lãnh đạo hai tự viện lớn là Quốc Thanh và Ngọc Tuyền. Trong những năm loạn lạc cuối triều Tùy, ông trụ tại Tịnh Tâm Tinh Xá ở Hội Kê, thuyết giảng kinh Pháp Hoa. Ngày 7 tháng 8 năm Trinh Quán thứ 6 (632), ông viên tịch tại chùa Quốc Thanh, hưởng thọ 72 tuổi. Quán Đảnh để lại nhiều tác phẩm quan trọng như Niết Bàn Huyền Nghĩa, Niết Bàn Kinh Sớ, Quốc Thanh Bách Lục, và Trí Giả Đại Sư Biệt Truyện. Ông được ví như tôn giả A Nan, với công lao kết tập pháp tạng.
Lục tổ Trí Uy (không rõ–682), người Kết Vân, Xứ Châu (nay là Chiết Giang, Trung Quốc), tục họ Tưởng, xuất thân gia đình Nho giáo. Tương truyền ông là hậu thân của Từ Lăng, một quan chức thời nhà Trần. Sau khi nghe Trí Giả giảng pháp, ông phát nguyện đời sau sẽ xuất gia. Mười tám tuổi, trên đường về nhà sau hôn lễ, ông gặp một vị Phạn tăng, nhắc lại lời thề cũ. Ngộ ra, ông lập tức đến chùa Quốc Thanh tại núi Thiên Thai, thụ giới cụ túc với Quán Đỉnh, học pháp Chỉ Quán và chứng ngộ Pháp Hoa Tam Muội. Năm Vĩnh Long thứ 3 (682), ông viên tịch, được tôn xưng là “Huyền Đạt Tôn Giả.” Các đệ tử nổi bật của ông có Huệ Uy, thường gọi là "Nhị Uy" (Trí Uy là Đại Uy, Huệ Uy là Tiểu Uy).
Thất tổ Huệ Uy (634–713), người Đông Dương, Vụ Châu (nay là Chiết Giang), tục họ Lưu, xuất gia từ nhỏ. Sau khi thụ giới cụ túc, ông học Thiên Thai giáo pháp với Trí Uy, chứng ngộ Tam Quán. Huệ Uy ẩn cư ở Đông Dương, tuy từ chối các giao tiếp xã hội, nhưng vẫn được nhiều người đến học đạo. Năm Khai Nguyên thứ nhất (713), ông viên tịch, hưởng thọ 80 tuổi, được ban hiệu "Toàn Chân Tôn Giả."
Bát tổ Huyền Lãng (673–754), người Ô Thương, Vụ Châu (nay là Nghĩa Ô, Chiết Giang), tục họ Phó, hậu duệ đời thứ sáu của Phó Đại Sĩ. Chín tuổi ông xuất gia, hai mươi tuổi thụ giới cụ túc. Ông theo Huệ Uy học kinh Pháp Hoa và tu tập pháp môn Chỉ Quán. Huyền Lãng ẩn cư tại tảng đá Tả Khê thuộc huyện Phố Dương, Vụ Châu trong hơn 30 năm, tu khổ hạnh và chuyên tâm giảng dạy. Năm Thiên Bảo thứ 13 (754), ông viên tịch, được tôn là “Minh Giác Tôn Giả.”
Cửu tổ Trạm Nhiên (711–782), người Kinh Khê, Thường Châu (nay là Giang Tô), tục họ Thích. Ông học Thiên Thai giáo pháp từ 17 tuổi, trở thành đệ tử của Huyền Lãng và sau này kế thừa pháp vị. Ông phát triển giáo lý Thiên Thai với thuyết “Vô tình hữu tính” (vạn vật vô tri cũng có Phật tính). Trạm Nhiên có nhiều đệ tử xuất sắc, trong đó có Đạo Thuệ, Hành Mãn và Phổ Môn, những người đã truyền pháp đến Nhật Bản.
Tứ Minh Tri Lễ (960–1028), người Minh Châu (nay là Ninh Ba, Chiết Giang), tục họ Kim, tự Ước Ngôn. Ông thường trụ tại chùa Diên Khánh, được gọi là Tứ Minh Tôn Giả, Tứ Minh Đại Pháp Sư. Bảy tuổi ông mồ côi mẹ, phát nguyện xuất gia. Mười lăm tuổi thụ giới cụ túc, chuyên nghiên cứu luật tạng. Hai mươi tuổi, ông theo học với Nghĩa Thông, một tăng sĩ Thiên Thai tông, và nhanh chóng tinh thông giáo nghĩa.   Ba năm sau, Tri Lễ thay thầy giảng kinh, được ca ngợi là người kế thừa xuất sắc của Thiên Thai tông. Năm Thuần Hóa thứ hai (991), ông chủ trì chùa Can Phù. Đến năm Chí Đạo nguyên niên (995), ông chuyển đến viện Bảo Ân trên núi Tứ Minh, nơi ông xây dựng lại và nhận sắc phong chùa Diên Khánh vào năm Đại Trung Tường Phù thứ hai (1009).   Tri Lễ dành hơn 40 năm chuyên tâm giảng dạy pháp sám hối, biến Ninh Ba thành trung tâm lớn của Thiên Thai tông, lấn át cả Thiền tông đương thời. Ngày 5 tháng Giêng năm Thiên Thánh thứ sáu (1028), ông viên tịch, hưởng thọ 69 tuổi. Vua Tống Chân Tông ban hiệu "Pháp Trí Đại Sư." Ông được tôn làm tổ đời thứ 17 của Thiên Thai tông, với các tác phẩm nổi bật như "Thập Nghĩa Thư", "Quán Tâm Nhị Bách Vấn", "Kim Quang Minh Kinh Văn Cú Ký", và "Đại Bi Sám Hối Nghi".  
Từ Vân Tôn Thức (964–1032), người Lâm Hải, Đài Châu (nay là Ninh Hải, Chiết Giang), tự Tri Bạch, được gọi là Từ Vân Tôn Thức, Từ Vân Sám Hối Chủ. Ông xuất gia năm 18 tuổi, hai năm sau thụ giới cụ túc tại chùa Thiền Lâm. Ông từng đốt ngón tay trước tượng Phổ Hiền, phát nguyện truyền bá giáo pháp Thiên Thai.  Năm Ung Hy nguyên niên (984), ông theo học với Nghĩa Thông tại chùa Bảo Vân, trở thành nhân vật trọng yếu của phái Sơn Gia cùng với Tri Lễ. Năm 28 tuổi, ông giảng các kinh như "Pháp Hoa", "Duy Ma", "Niết Bàn", "Kim Quang Minh", đồng thời tập hợp tín đồ tu tập tịnh độ và pháp sám hối.  Năm Càn Hưng nguyên niên (1022), ông được ban hiệu "Từ Vân." Ngày viên tịch vào năm Minh Đạo nguyên niên (1032), Tôn Thức để lại nhiều tác phẩm quan trọng, như "Đại Di Đà Sám Hối Nghi", "Tiểu Di Đà Sám Hối Nghi", "Vãng Sinh Tịnh Độ Sám Hối Nghi", và "Đại Thừa Chỉ Quán Thích Yếu".  
Cô Sơn Trí Viên (976–1022), người Tiền Đường, Hàng Châu (nay là Chiết Giang), tự Vô Ngoại, hiệu Tiềm Phu, Trung Dung Tử, được gọi là Cô Sơn Trí Viên. Ông xuất gia tại chùa Long Hưng, theo học với Nguyên Thanh. Sau khi thầy viên tịch, ông cùng các đồng môn diễn giảng học thuyết phái Sơn Ngoại, đối lập với phái Sơn Gia của Tri Lễ. Trí Viên ẩn cư tại Cô Sơn, Tây Hồ, chuyên tâm sáng tác, để lại các tác phẩm như "Nhàn Cư Biên", "Kim Quang Minh Kinh Huyền Nghĩa Biểu Chứng Ký". Năm Càn Hưng nguyên niên (1022), ông viên tịch. Đến năm Sùng Ninh thứ ba (1104), ông được phong hiệu "Pháp Huệ Đại Sư." 
Ấu Ích Trí Húc (1599–1655), người Đốc Xuyên, Ngô Quận (nay là Mộc Đốc, Tô Châu, Giang Tô), tục họ Chung, tự Trí Húc, hiệu Ấu Ích, được tôn là tổ đời thứ 9 của Tịnh Độ tông. Xuất gia năm 24 tuổi, ông theo học Thiên Thai tông, dung hòa giáo lý các tông phái nhưng nhấn mạnh pháp niệm Phật. Cuối đời, ông cư trú tại chùa Linh Phong trên núi Bắc Thiên Mục (nay là An Cát, Chiết Giang). Ông để lại nhiều tác phẩm, như "Kim Cương Bát Nhã Ba La Mật Kinh Tân Sớ", "Viên Giác Kinh Giảng Nghĩa", và "Đại Phật Đỉnh Thủ Lăng Nghiêm Kinh Chỉ Vị Sớ".  
Đế Nhàn (1858–1932), người Hoàng Nham, Chiết Giang, tục họ Chu, pháp danh Cổ Hư, hiệu Trác Tam. Ông xuất gia tại núi Bạch Vân, thụ giới cụ túc tại chùa Quốc Thanh, núi Thiên Thai. Ông học với các cao tăng như Mẫn Hi, Hiểu Nhu, Đại Hải, và chuyên sâu Thiên Thai giáo nghĩa.  Đế Nhàn có nhiều đệ tử xuất sắc, như Thường Hưng, Nhân Sơn, Hiển Ấm, và Đàm Hư. Ông để lại tác phẩm "Đại Phật Đỉnh Thủ Lăng Nghiêm Kinh Chỉ Vị Sớ", "Viên Giác Kinh Giảng Nghĩa", và "Kim Cương Kinh Tân Sớ", được tập hợp trong "Đế Đại Sư Di Tập". Ông viên tịch năm 1932, hưởng thọ 75 tuổi.

## Kinh sách

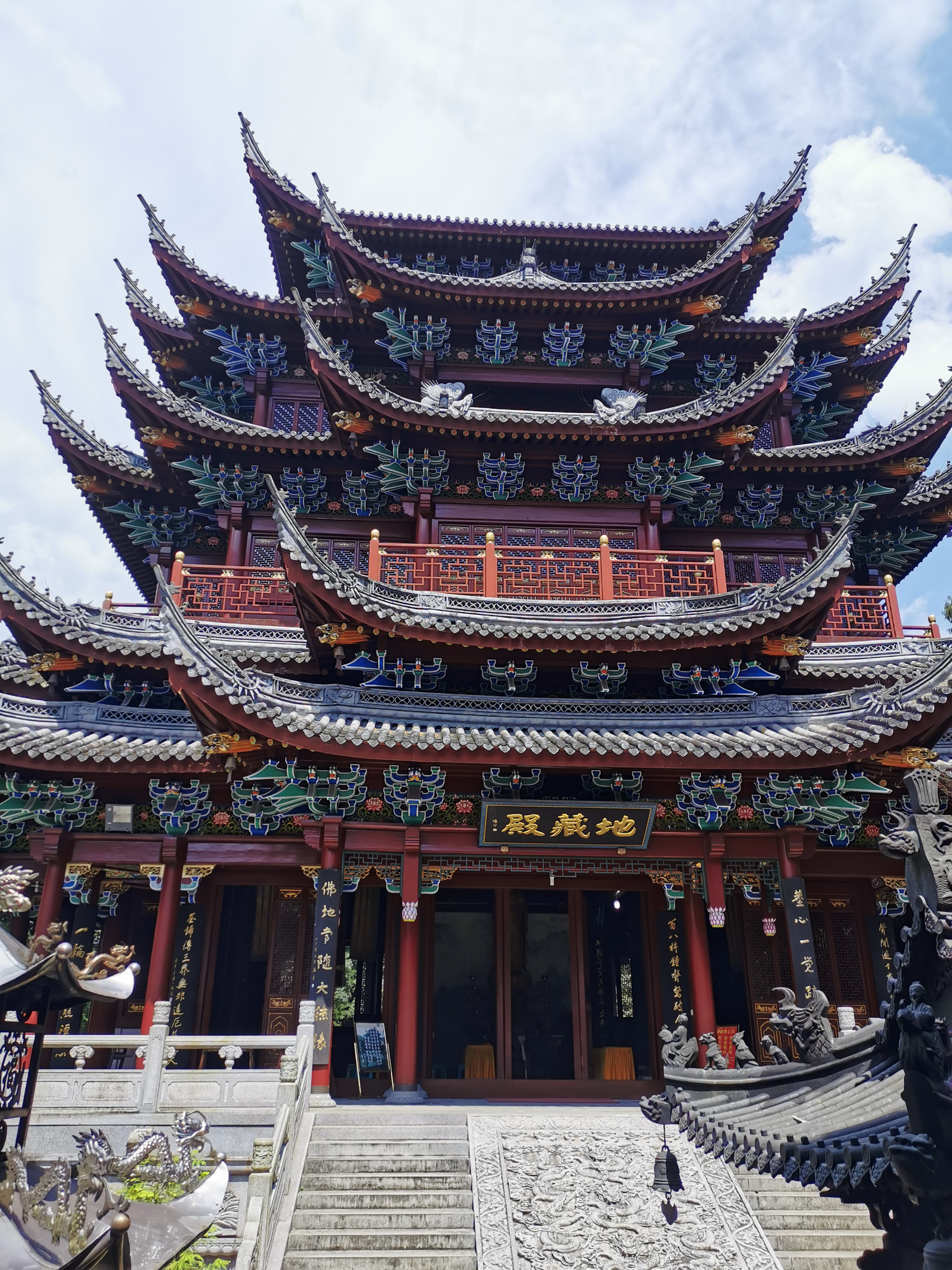
Chính điện Địa Tạng vương, chùa Quốc Thanh, huyện Thiên Thai. Ngôi chùa được trùng tu vào năm 1980 và hiện là một trong những ngôi chùa Phật giáo trọng điểm quốc gia.

Tông phái Thiên Thai lấy kinh Diệu Pháp Liên Hoa (Saddharmapuṇḍarīka Sūtra) làm căn bản chính, dựa trên Đại Trí Độ Luận của Long Thụ  làm kim chỉ nam, lấy Đại Bát Niết Bàn Kinh kinh tương trợ, và Đại Bát Nhã Ba La Mật Đa Kinh (bản 25.000 câu) làm phương pháp quán chiếu. Ngoài ra, “Bồ-tát anh lạc bản nghiệp kinh” (菩薩瓔珞本業經 T. 24, No. 1485) cũng là một văn bản cốt yếu. Vì tầm ảnh hưởng sâu rộng của các văn bản này đối với truyền thống, tông phái Thiên Thai thường được gọi là “Tông phái Bốn Kinh Một Luận” (四経一論).
Bên cạnh các văn bản trên, các kinh điển Đại thừa khác cũng đóng vai trò quan trọng trong tông Thiên Thai. Hoa Nghiêm Kinh (Avataṃsaka Sūtra) được tôn sùng cao độ và được xem là một trong những kinh điển tinh tế, sâu sắc nhất, thuộc loại "viên giáo". Duy Ma Cật Kinh (Vimalakīrti Sūtra) cũng là một kinh điển quan trọng trong tông Thiên Thai. Trí Khải Đại Sư từng viết chú giải về kinh này, gọi là Duy Ma Nghĩa Ký (維摩義記 T1776).
 

Thực tế, việc nghiên cứu của tông Thiên Thai sử dụng rất nhiều nguồn tư liệu. Như Donner và Stevenson đã ghi nhận:
Khi chúng ta xem xét các ghi chép giải kinh và văn bản ban đầu của [tông Thiên Thai], ta thấy rằng [Trí Khải] và các hậu duệ của ngài đã biên soạn các luận thuyết... cho nhiều bộ kinh khác ngoài kinh Pháp Hoa, bao gồm các tác phẩm yêu thích lâu đời của người Trung Quốc như Duy Ma Cật, Niết Bàn, Kim Quang Minh Tối Thắng Vương Kinh và các kinh Tịnh Độ. Không có bằng chứng nào cho thấy một bộ kinh cụ thể nào được đề cao một cách nhất quán hơn các bộ khác, và các nguồn tư liệu thời nhà Đường cho thấy rằng các hậu bối của [Trí Khải] đã tự do điều chỉnh giáo lý [Thiên Thai] để phù hợp với bất kỳ bộ kinh nào thu hút sự chú ý của họ.

### Kinh luận
《Kinh Diệu Pháp Liên Hoa》, do Cưu Ma La Thập triều Hậu Tần dịch, gồm bảy quyển và hai mươi tám phần. Đây là bộ kinh căn bản mà tông Thiên Thai dựa vào. "Diệu pháp" nghĩa là giáo pháp vi diệu vô thượng; "Liên Hoa" ví như sự thánh thiện và hoàn mỹ của kinh điển. Bộ kinh này nhấn mạnh giáo pháp viên dung mà Đức Phật dùng để mở quyền hiển thực, với tư tưởng chính là mọi người đều có khả năng thành Phật. Trí Giả Đại Sư đã dựa vào bộ kinh này để sáng lập tông Thiên Thai. Đây cũng là một trong ba bộ kinh trấn quốc tại Nhật Bản.
《Kinh Đại Bát Niết Bàn》, do Đàm Vô Sấm triều Bắc Lương dịch, gồm bốn mươi quyển. Đây là bộ kinh phụ trợ về mặt giải thích của tông Thiên Thai. Nội dung chủ yếu trình bày thân Phật là thường tồn bất diệt, Niết Bàn là thường, lạc, ngã, tịnh; mọi chúng sinh đều có Phật tính, bất kể là Nhất Xiển Đề, Thanh Văn, hay Duyên Giác đều có thể thành Phật, thể hiện tư tưởng Đại thừa Phật giáo. Trí Giả dựa vào kinh này để lập nên "ngũ thời giáo", và quy về thời pháp Hoa - Niết Bàn, tương ứng với giáo nghĩa viên mãn tối cao trong tứ giáo hóa pháp.
《Kinh Đại Phẩm Bát Nhã》, do Cưu Ma La Thập triều Hậu Tần dịch, gồm hai mươi bảy quyển. Đây là cơ sở về quán tâm của tông Thiên Thai, thuộc giai đoạn đầu của Đại thừa Phật giáo về Bát Nhã Không quán. Bồ Tát Long Thọ dựa vào 《Kinh Đại Bát Nhã》 soạn thành 《Đại Trí Độ Luận]》, để giải thích lý "tánh không thực tướng" của kinh này. Tông Thiên Thai cũng dựa vào kinh này để thực hiện pháp quán, và trong tứ giáo hóa pháp, kinh được xếp vào loại "thông giáo".
《Đại Trí Độ Luận》, do Bồ Tát Long Thọ soạn, gồm một trăm quyển. Đây là bộ luận được trích dẫn nhiều nhất trong các tác phẩm của tông Thiên Thai. Toàn bộ luận trích dẫn khoảng năm mươi bộ kinh điển Đại thừa, trong đó riêng 《Pháp Hoa Kinh》 đã được trích dẫn hơn ba mươi lần, là tác phẩm quan trọng để hiểu về Đại thừa Phật giáo. Bộ luận này bao gồm chi tiết về học thuyết, tư tưởng, ứng dụng, truyền thuyết, lịch sử, địa lý, quy định thực hành, và giải thích về Tăng đoàn, được coi như bách khoa toàn thư của Phật giáo. Thông qua luận này, có thể hiểu được đại cương giáo lý Phật giáo trước thời Long Thọ và sự phát triển của các tông phái Đại thừa Phật giáo sau này.
《Trung Luận》, còn gọi là 《Trung Quán Luận》, do Bồ Tát Long Thọ soạn, Thanh Mục chú giải, và Cưu Ma La Thập dịch gồm bốn quyển. Tông Thiên Thai đặc biệt phát triển các ý nghĩa từ bộ kinh này, dựa trên câu: "Nhân duyên sở sinh pháp, ngã thuyết tức thị không, diệc danh vi giả danh, diệc danh trung đạo nghĩa", để khai triển tam quán, tứ giáo và các giáo lý khác.

### Nghĩa Sớ
- 《Pháp Hoa Văn Cú》, gồm mười quyển. Vào năm Trinh Minh thứ nhất (587) triều Trần, Trí Giả giảng giải 《Pháp Hoa Kinh》 tại chùa Quang Trạch, Kim Lăng. Đệ tử Quán Đỉnh theo nghe giảng, ghi chép lại thành 《Pháp Hoa Văn Cú》. Bộ sớ này chú giải từng câu kinh văn của 《Pháp Hoa Kinh》, sử dụng nhiều phương pháp đặc trưng của tông Thiên Thai để giải thích. Qua bộ sớ này, Trí Giả đã thiết lập giáo nghĩa mới, đặt nền móng cho quan điểm giáo lý của tông Thiên Thai.  
- 《Pháp Hoa Huyền Nghĩa》, gồm mười quyển. Vào năm Khai Hoàng thứ mười ba (593), Trí Giả giảng giải tại chùa Ngọc Tuyền, Kinh Châu, được Quán Đỉnh ghi chép lại. Bộ sớ này giải thích chi tiết về ý nghĩa của tựa đề 《Pháp Hoa Kinh》 và trình bày nội dung huyền diệu của bộ kinh, thuộc về hệ thống giáo môn.  
- 《Ma Ha Chỉ Quán》, gồm mười quyển. Vào năm Khai Hoàng thứ mười bốn (594), Trí Giả giảng giải tại chùa Ngọc Tuyền, Kinh Châu, được Quán Đỉnh ghi chép lại. Đây là bộ luận có hệ thống hoàn thiện nhất trong các tác phẩm của Trí Giả. Trong bộ luận này, Trí Giả trình bày chi tiết pháp môn viên đốn chỉ quán, làm rõ trải nghiệm tôn giáo độc đáo và phương pháp thực hành tôn giáo của mình. Đây là tài liệu tham khảo quan trọng cho việc thực hành chỉ quán trong tông Thiên Thai. 

## Lý luận chủ yếu

### Hội Tam Quy Nhất
"Hội Tam Quy Nhất" bắt nguồn từ phần "Phương Tiện" trong 《Pháp Hoa Kinh》. "Hội Tam Quy Nhất" cũng có thể được gọi là "Hội Nhị Quy Nhất". Trong đó, "Tam" chỉ "Tam thừa", bao gồm Thanh Văn thừa, Duyên Giác thừa và Bồ Tát thừa; "Nhị" là "Nhị thừa", chỉ Tiểu thừa (gồm Thanh Văn thừa và Duyên Giác thừa) và Đại thừa (chính là Bồ Tát thừa); "Nhất" là "Nhất Phật Thừa". "Hội Nhị Quy Nhất" là cách tóm lược của "Hội Tam Quy Nhất", về bản chất hai khái niệm này giống nhau. Tư tưởng "Hội Tam Quy Nhất" cho rằng giáo pháp của chư Phật Như Lai chỉ có một, đó là "Nhất Phật Thừa", tức là "chỉ dùng trí tuệ của Phật để khai thị, giác ngộ chúng sinh" và cứu độ họ. Chư Phật Như Lai đôi khi nói về "Tam thừa" chỉ là phương tiện tùy cơ ứng giáo. Vì căn cơ của chúng sinh khác nhau nên cần phải "tùy theo bản tánh" mà dạy về "Tam thừa". Nếu ép buộc dạy ngay "Nhất Phật Thừa", sẽ có những chúng sinh khó tiếp nhận, vì vậy cần phải "trong Nhất Phật Thừa mà phân biệt giảng Tam thừa". Tuy nhiên, bản chất của "Tam thừa" cuối cùng đều quy về "Nhất Phật Thừa". Do đó, trong mười phương thế giới "không có thừa nào khác, chỉ duy nhất Phật Thừa". "Tam thừa" cuối cùng đều quy về "Nhất Phật Thừa", đây chính là tư tưởng "Hội Tam Quy Nhất". Tư tưởng này đôi khi cũng được gọi là tư tưởng "Nhất Phật Thừa".
Trong phẩm "Thí Dụ" của 《Pháp Hoa Kinh》, một câu chuyện được sử dụng để giải thích "Hội Tam Quy Nhất". Một người trưởng giả giàu có thấy nhà mình bốc cháy, nhưng "mười, hai mươi hoặc đến ba mươi" đứa con của ông lại mải mê vui chơi trong căn nhà đang cháy, không nhận thức được nguy hiểm, thậm chí dù ngọn lửa đã đến gần cũng không muốn rời đi. Để khiến chúng tự nguyện rời khỏi nhà lửa, ông trưởng giả dụ dỗ rằng bên ngoài có nhiều xe dê, xe hươu, và xe bò để chơi đùa. Nghe vậy, bọn trẻ bị hấp dẫn bởi những món đồ chơi quý báu, nên thi nhau chạy ra ngoài. Sau khi ra khỏi nhà lửa, trưởng giả không cho chúng xe dê, xe hươu hay xe bò thông thường, mà tặng mỗi đứa một chiếc xe lớn và đẹp đẽ hơn – xe đại bạch ngưu. Nhận được xe đại bạch ngưu, lũ trẻ vô cùng vui sướng. Trong câu chuyện này, các xe dê, xe hươu, và xe bò – "tam xa", lần lượt tượng trưng cho Thanh Văn thừa, Duyên Giác thừa và Bồ Tát thừa – "tam thừa", còn xe đại bạch ngưu tượng trưng cho "Nhất Phật Thừa". Xe đại bạch ngưu vượt trội hơn "tam xa", tương tự như cách "Nhất Phật Thừa" vượt qua "tam thừa". Trưởng giả tùy theo sở thích của các con mà dùng "tam xa" để dụ chúng rời khỏi nhà lửa, rồi sau đó mới trao cho chúng chiếc xe đại bạch ngưu tốt nhất. Lúc này, xe đại bạch ngưu đã bao hàm mọi tác dụng và chức năng của "tam xa". Tương tự, chư Phật và Bồ Tát tùy theo căn cơ của chúng sinh mà trước hết dùng "tam thừa" để giáo hóa, dẫn dắt chúng sinh rời khỏi "tam giới" (nhà lửa thường được dùng để ví cho "tam giới" trong Phật giáo). Sau khi chúng sinh đã ra khỏi "tam giới", mới giảng giải về "Nhất Phật Thừa", giúp họ thành tựu Phật đạo. Bằng cách này, "tam thừa" đều được bao hàm trong "Nhất Phật Thừa", khiến "tam thừa" và "Nhất Phật Thừa" trở thành một thể.

### Chư pháp thực tướng
"Chư pháp" ám chỉ mọi hiện tượng, mọi sự tồn tại; "thực tướng" là bản chất chân thực, thực tại không phân biệt, chân lý bất biến. Phật giáo thời kỳ đầu lấy ba quan điểm "chư hành vô thường, chư pháp vô ngã, niết bàn tịch tĩnh" để lập nên "Tam pháp ấn", làm dấu hiệu cơ bản của tư tưởng Phật giáo. Sau này, Đại thừa Phật giáo kế thừa và phát triển tư tưởng Phật giáo sơ kỳ, đưa ra khái niệm "chư pháp thực tướng" làm nguyên lý cơ bản, nhấn mạnh rằng chư pháp thực tướng là chân lý tối cao của Phật giáo. Người sáng lập Thiên Thai tông, Trí Giả đại sư, kế thừa và phát triển tư tưởng này của Đại thừa, cho rằng các kinh điển Đại thừa chỉ có một pháp ấn, gọi là "chư pháp thực tướng", và kinh điển nào mang ý nghĩa chân thật tối cao này thì được gọi là "liễu nghĩa kinh", tức kinh đưa đến sự giác ngộ trọn vẹn. Nếu kinh điển không mang ấn chứng thực tướng thì đó là lời của ma. Như vậy, Trí Giả đã thống nhất các pháp ấn khác trong một pháp ấn lớn là "chư pháp thực tướng".

### Viên dung Tam đế
Theo ý nghĩa gốc trong ngôn ngữ Hán, "viên" có nghĩa là bao quát, trọn vẹn; "dung" có nghĩa là hòa hợp, thông suốt. "Viên dung" cơ bản mang ý nghĩa hòa hợp một cách toàn diện và hoàn chỉnh, mọi sự vật không cản trở nhau, giữ được đặc tính hoặc bản chất vốn có của mình, đồng thời hòa hợp lẫn nhau một cách không mâu thuẫn, không xung đột, vừa viên mãn vừa không tổn hại, trở thành một thể thống nhất. "Đế" là phiên âm từ tiếng Phạn satya, có nghĩa là chân lý thực tại, không sai lầm. Đây là khái niệm phổ biến trong triết học tôn giáo Ấn Độ. Trong thời kỳ Tiểu thừa Phật giáo, khái niệm "đế" đã được đưa vào Phật giáo, như trong quyển thứ 17 của 《Tăng Nhất A Hàm Kinh》, những nguyên lý mà Đức Phật nói ra, chân thật không hư dối, được gọi là đế. Trong Thiên Thai tông, Tam đế bao gồm Không đế, Giả đế, và Trung đế, là ba khái niệm chân lý.
Tổ sư đầu tiên của Thiên Thai tông, Huệ Văn, khi tu tập các kinh 《Ma Ha Bát Nhã Ba La Mật Đa Tâm Kinh》, 《Đại Trí Độ Luận》, và 《Trung Quán Luận》, đã ngộ ra rằng có thể đạt đến trạng thái "nhất tâm tam quán", tức trong một tâm niệm mà đồng thời quán chiếu Không, Giả, và Trung. Ông truyền lại lý thuyết này cho Huệ Tư, sau đó Huệ Tư truyền cho Trí Giả. Trí Giả phát triển phương pháp tu tập "nhất tâm tam quán" thành giáo pháp và pháp quán "Tam đế viên dung". Trí Giả cho rằng Không, Giả, và Trung vốn dĩ là một thể thống nhất, viên dung. Về cơ bản, đây là ba khía cạnh khác nhau trong một niệm của con người. Nếu thiên về "Không", đó là chân đế. Nếu thiên về "Giả", đó là tục đế. Nếu thiên về "Trung", đó là trung đế. Nhưng nếu chỉ thiên về một phía thì không đúng, vì Không, Giả, và Trung vốn không cản trở nhau và cùng tự tại. Từ Giả mà có Không, từ Không mà có Giả, từ Không và Giả mà có Trung, có Trung thì tất yếu có Không và Giả. Ba khía cạnh này cùng tồn tại đồng thời trong thời gian, không gian và tâm niệm. Do đó, một niệm không chỉ bao hàm Tam thiên, mà còn bao hàm cả Tam đế, gọi là: "Tam đế đầy đủ, chỉ trong một tâm. , "Tam đế tuy khác nhau, nhưng chỉ là một niệm."